# NGC 5117
NGC 5117 este o galaxie spirală situată în constelația Câinii de Vânătoare. A fost descoperită în 30 martie 1827 de către John Herschel. Se află la o distanță de 38,19 de megaparseci de Pământ.